# Романо, Винченцо
Святой Винченцо (Викентий) Доменико Романо (итал. Vincenzo Domenico Romano, 3 июня 1751, Торре-дель-Греко, Кампания — 20 декабря 1831, Торре-дель-Греко, Кампания) — итальянский священник из Торре-дель-Греко в провинции Неаполь. Служил приходским священником деревни Эркулано, был известен простым и скромным образом жизни, заботился о сиротах. Страдал от притеснений и преследований со стороны французских захватчиков и некоторых итальянских политических групп. Жители Торре-дель-Греко дали ему прозвище «Священник-трудяга» (итал. Prevete faticatore, неап. il prete lavoratore) благодаря неустанной работе Романо с бедными и заботе о социальных потребностях жителей неаполитанского региона. Также известен тем, что помогал отстраивать Неаполь после извержения Везувия в 1794 году: он самолично расчищал завалы и организовывал работы по восстановлению.

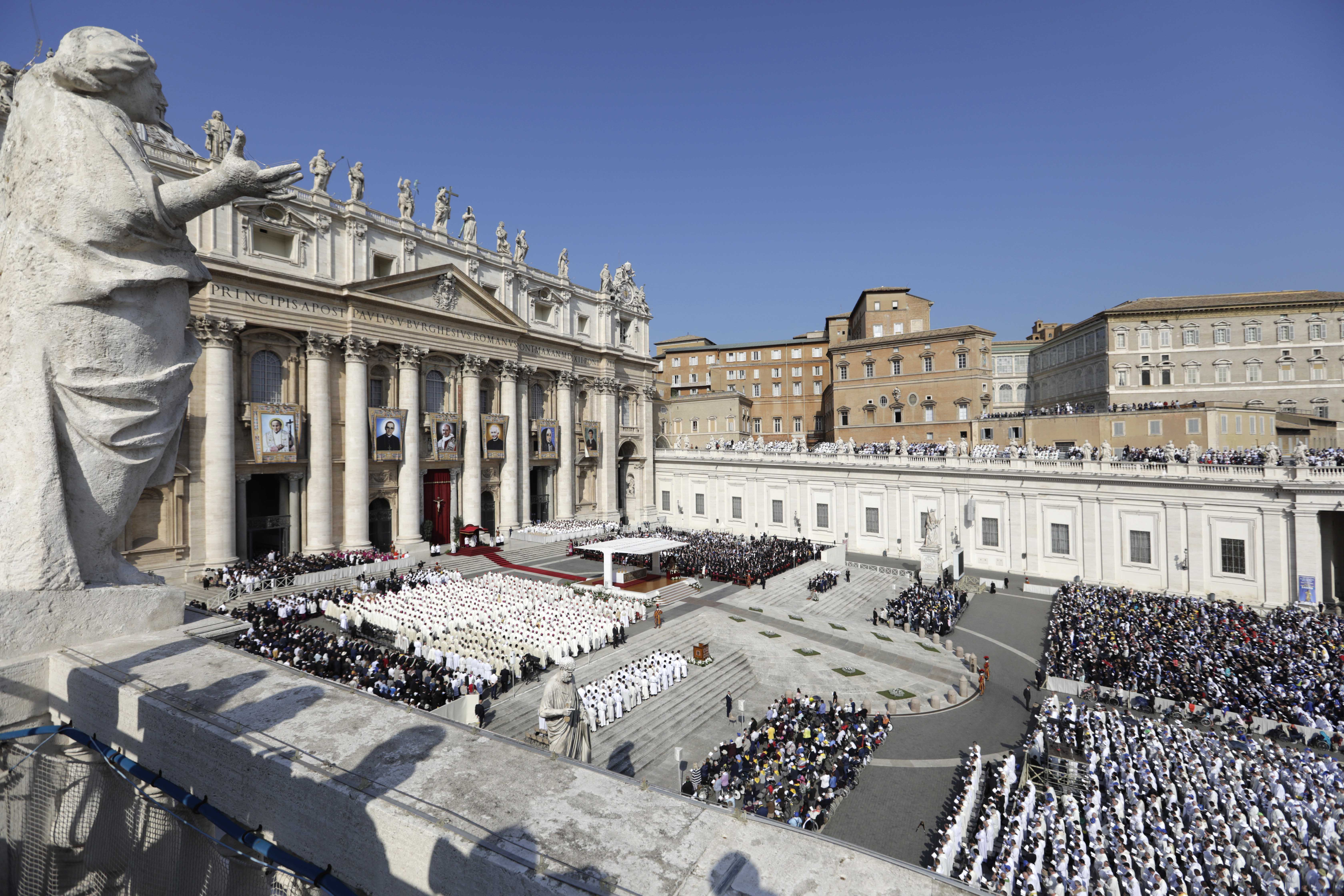
Церемония канонизации Романо, 14 октября 2018 года.

Процесс канонизации был открыт 22 сентября 1843 года папой Григорием XVI, когда Романо был провозглашён слугой Божьим. 25 марта 1895 года папа Лев XIII объявил его досточтимым. После подтверждения двух чудес, приписываемых его заступничеству, приписываемых его заступничеству, папа Павел VI беатифицировал священника 17 ноября 1963 года. Канонизирован 14 октября 2018 года на площади Святого Петра папой Франциском после подтверждения третьего чуда Конгрегацией по канонизации святых. 
День памяти — 20 декабря.